# Fläckebo kyrka
Fläckebo kyrka är en kyrkobyggnad i Fläckebo. Den är församlingskyrka i Västerfärnebo-Fläckebo församling, Västerås stift. Kyrka och kyrkogård ligger på en höjd omgiven av Fläcksjöns slättbygder. Vid en grusad plan öster om kyrkogården finns en grupp byggnadsminnesförklarade kyrkstallar. 

## Kyrkobyggnaden
Fläckebo kyrka omfattar långhus med kor i öster och sakristia mot norr, samt västtorn. Kyrkobyggnadens ursprung anges till 1400-talets senare hälft. Den medeltida kyrkan var på gängse vis rektangulär med sadeltak, vapenhus i söder och sakristia i norr. Utanför östra väggen fanns en klockstapel. 
På 1700-talet blev kyrkan otillräcklig. En stor utbyggnad genomfördes därför 1798,  under ledning av byggmästare Eric Sjöström. Ett större kor tillkom på långhusets östra sida och på norrsidan utbyggdes en större sakristia. Över långhuset restes ett brutet spåntäckt tak. Klockorna flyttades från den rivna klockstapeln upp till ett klocktorn i trä, mitt över långhuset. Detta säregna mittorn gick lokalt under namnet höpåsen.
Vid ombyggnad 1877, efter ritningar av Överintendentsämbetets arkitekt Oskar Eriksson, ersattes mittornet med nuvarande västtorn, som fick fyra urtavlor och kopparklädd spira. Spåntäckningen på långhusets tak ersattes med falsad plåt. I samband med tornbygget höggs också fönstren upp och förstorades, samt försågs med nya bågar.
En inre omgestaltning följde åren 1893-94, under ledning av arkitekt Agi Lindegren. Slutna bänkar  med fastställd bänkordning  fick ge plats åt nuvarande öppna bänkrader. Korets tunnvalv dekormålades och i korfönstret sattes en glasmålning. Vid nästa inre förnyelse 1926 dekormålades även kyrkorummets övriga valv.

## Inventarier
Det finns ett flertal skulpturer från medeltiden, bland annat av Sankt Mikael, snidad på 1400-talet. 
Kyrkans äldsta inventarium, dopfunten, tros härröra från slutet på 1100-talet och är framställd i sandsten.
Ett triumfkrucifix, härrörande från sent 1400-tal finns placerat på södra långhusväggen.
Altaret, den senare modifierade altaruppsatsen och den nuvarande predikstolen är uppförda 1832 i nyklassisk stil.
Den nuvarande orgeln från 1935 omfattar 17 stämmor, medan den numera ej ljudande orgelfasaden återstår från en föregångare från 1862.

## Jordfästa på Fläckebo kyrkogård
- Dagny Thorvall
- Kerstin Thorvall

## Bilder

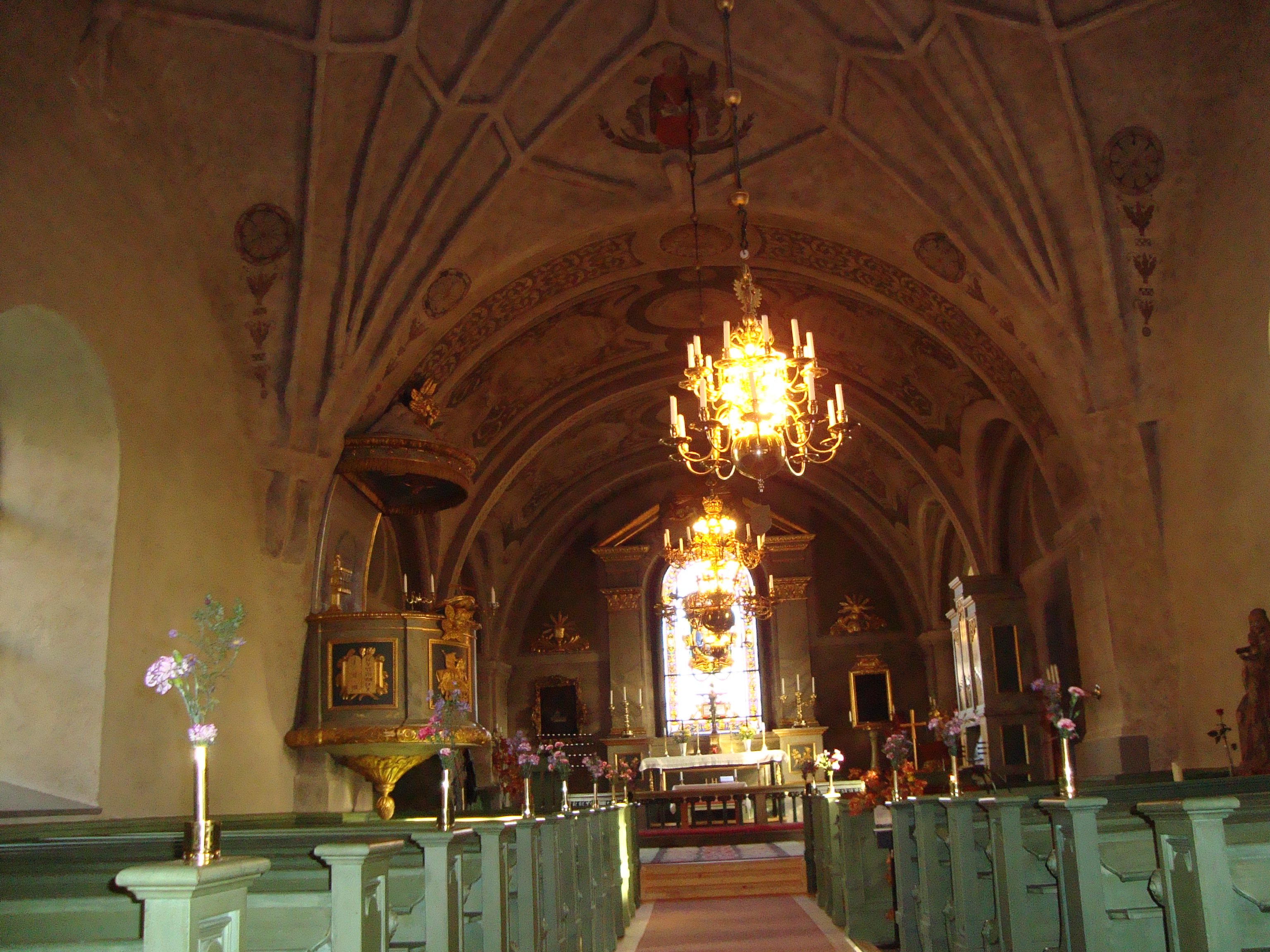
Kyrkorummet
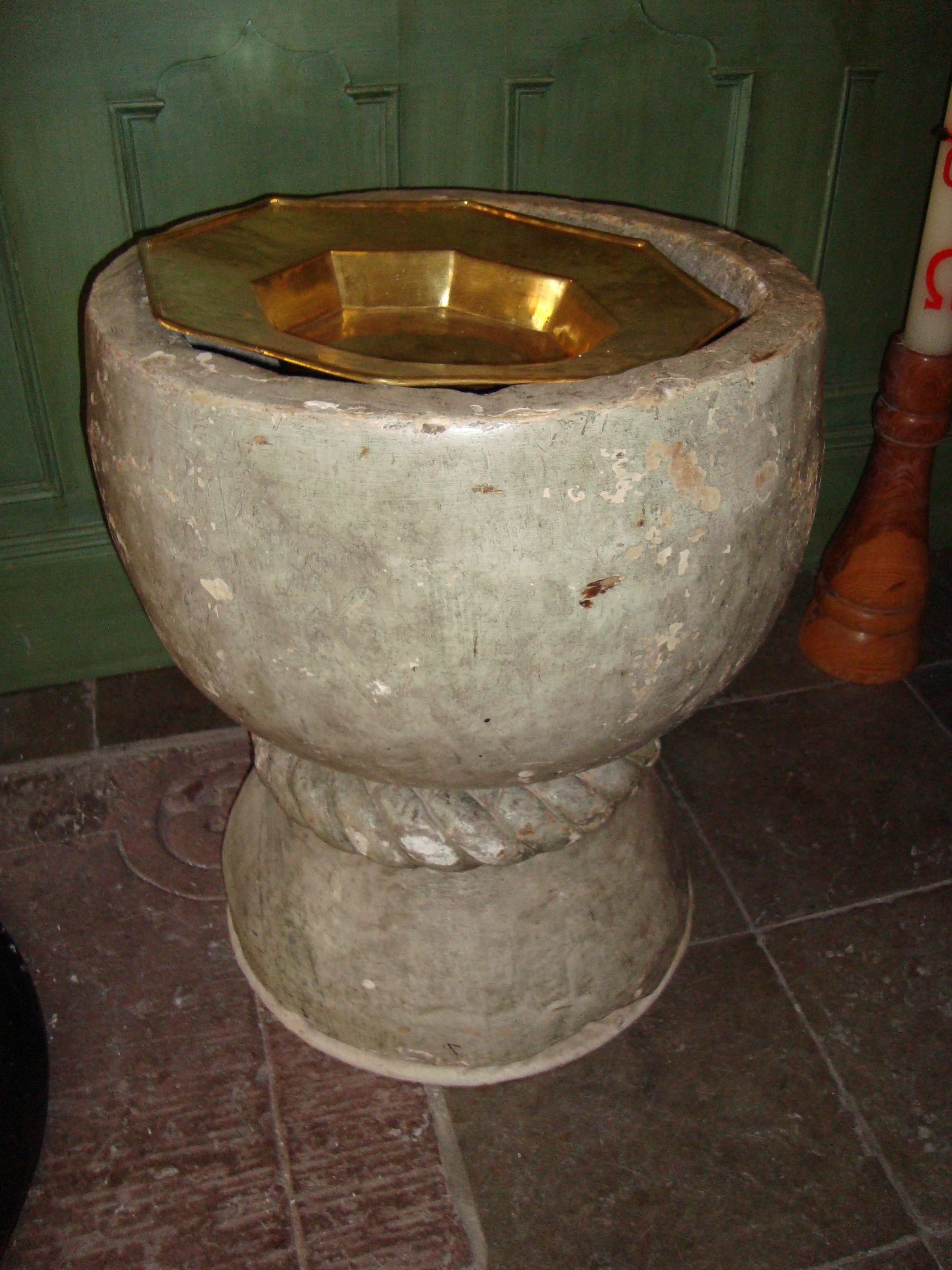
Dopfunten
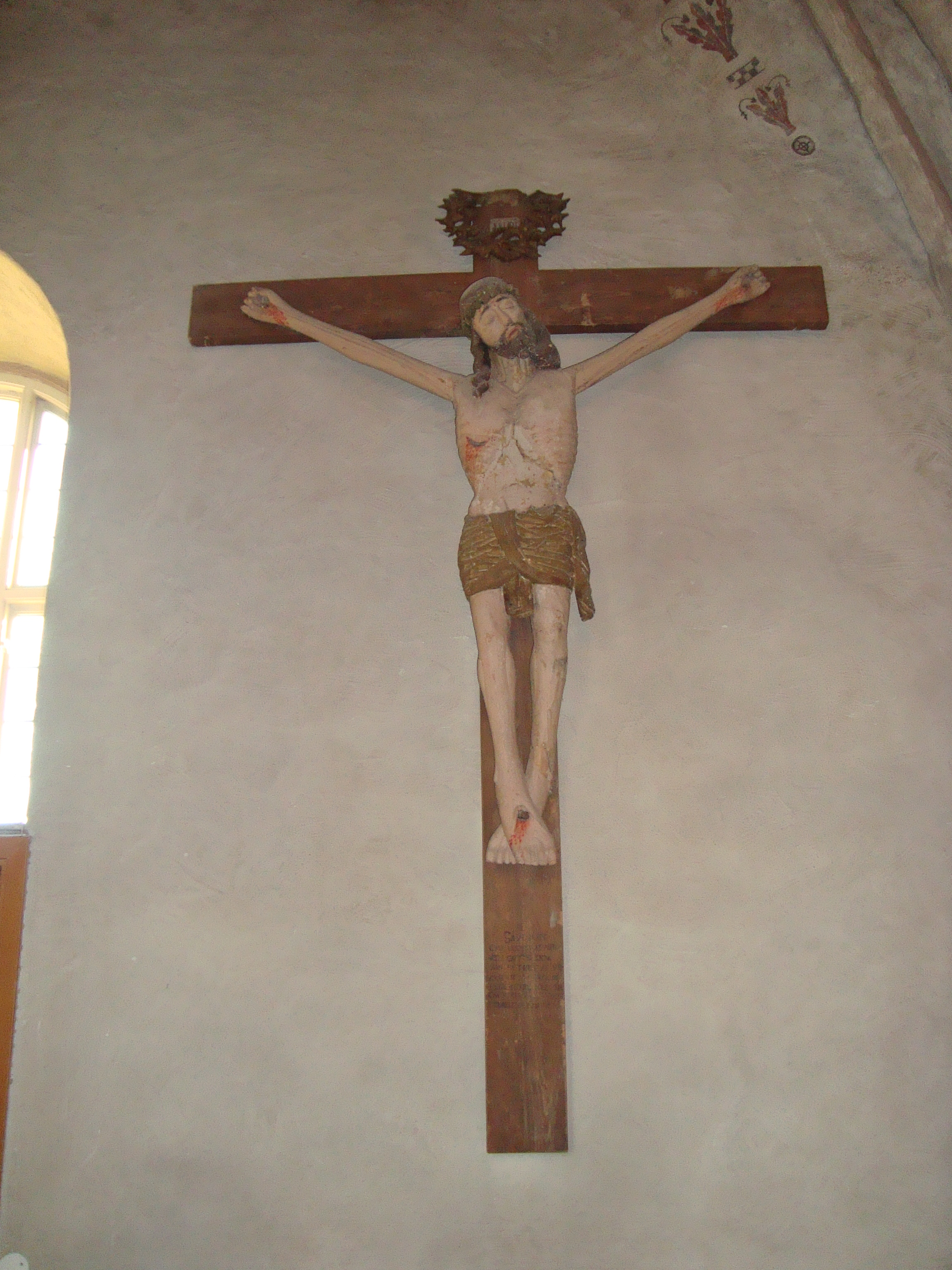
Triumfkrucifix
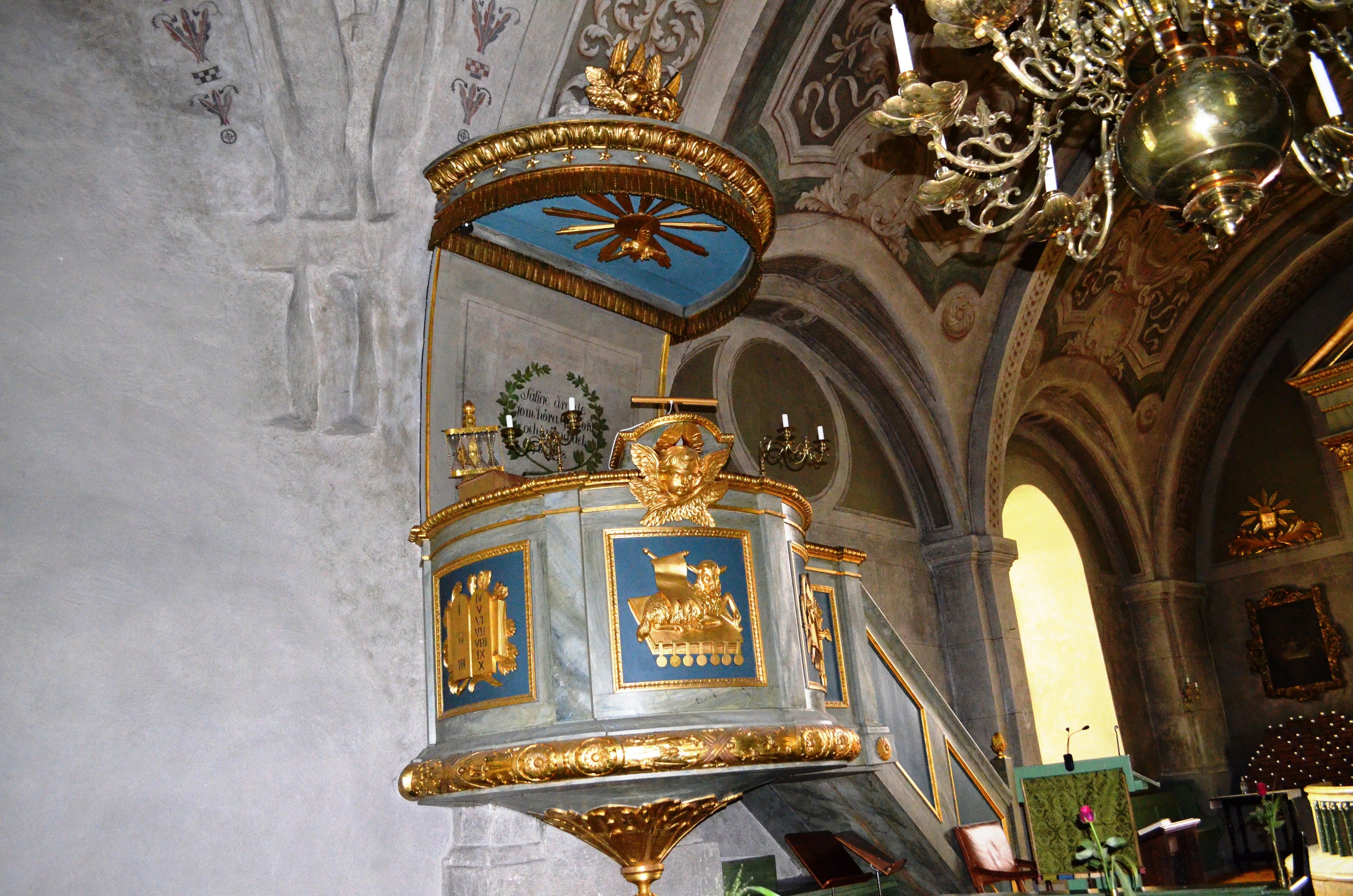
Fläckebo kyrkas predikstol
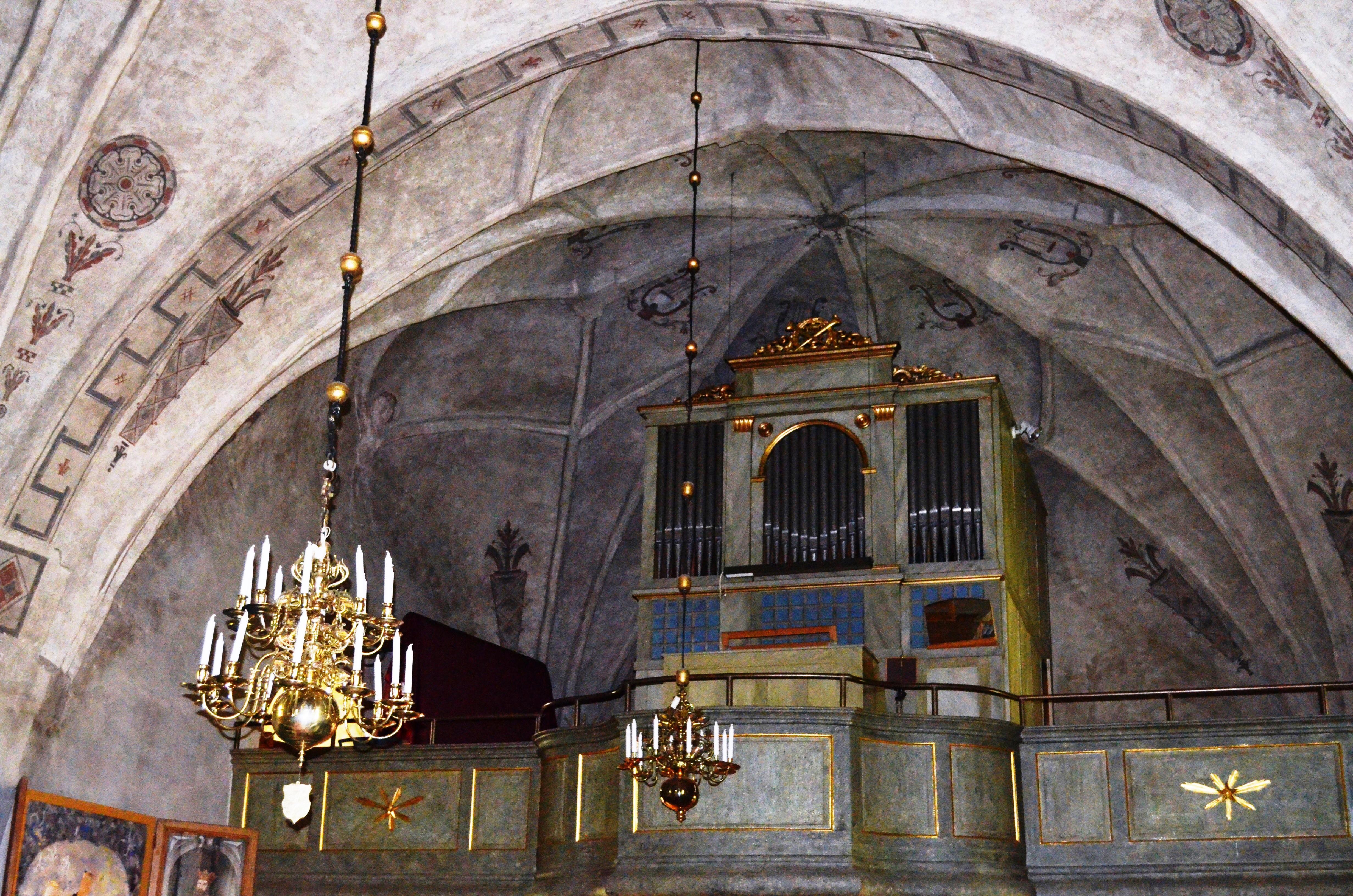
Fläckebo kyrkas orgelläktare
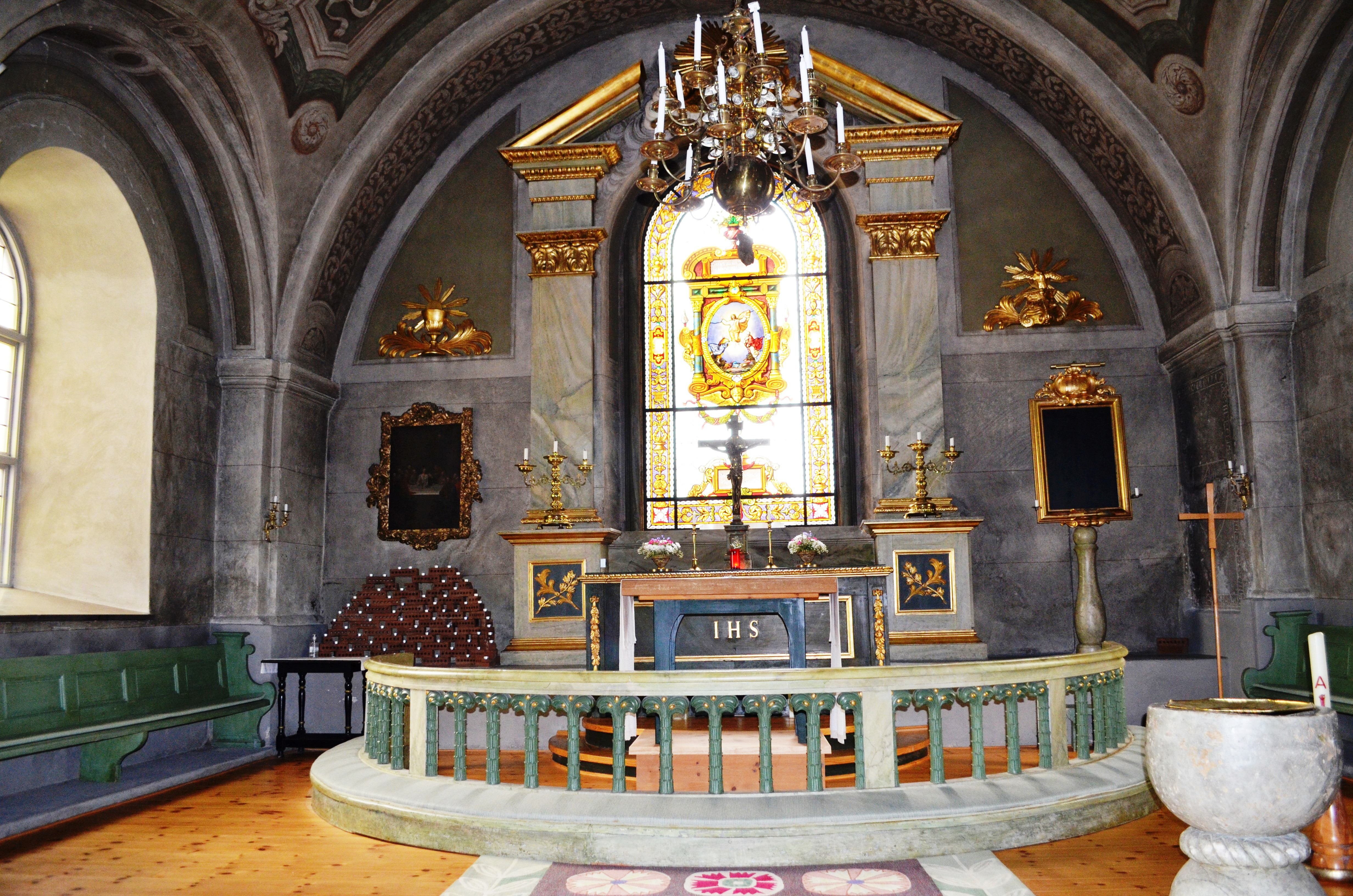
Fläckebo kyrkas altare

### Webbkällor
Kyrkor i Västmanland, Svenska kyrkan (välj PDF för Fläckebo kyrka)